# Neochorista
Neochorista là một chi bướm đêm thuộc họ Geometridae.